# Nirvana Bleu
Nirvana Bleu ist die dritte Langspielplatte des franko-kanadischen Sängers, Songautors und Pianisten Daniel Lavoie. Sie erschien 1979 als Vinyl-LP und Audiokassette mit einer Gesamt-Spieldauer von 39:19 Minuten auf Apex, einem Label von MCA Canada; zu Wiederveröffentlichungen auf CD kam es 1999 bei EMI France und 2006 bei GSI Musique; dabei wurde die Titelzusammenstellung von 1979 jeweils nicht durch Bonustracks erweitert. Das französischsprachige Album, das Lavoie zusätzlich auch auf Englisch (Nirvana Blue) aufgenommen hatte, brachte ihm nicht nur gute Kritiken ein, sondern machte ihn erstmals auch über die Chanson-Szene Québecs hinaus einem größeren Kreis von Musikliebhabern bekannt und führte zu einem anschließenden dreiwöchigen Engagement im Petit Montparnasse von Paris. Erst seine sechste LP Tension, die viereinhalb Jahre später erschien, sollte den kommerziellen Erfolg von Nirvana Bleu übertreffen.
In der Folge der Plattenveröffentlichung wurde Daniel Lavoie 1980 mit dem Félix als bester männlicher Interpret des Jahres in Kanada ausgezeichnet. Die LP selbst stand im gleichen Jahr ebenfalls in der Félix-Auswahl als bestes Album eines Singer-Songwriters und der Song La Danse du Smatte in der Kategorie Bestes Chanson.

## Beteiligte Musiker
| Titel              | Länge |
| ------------------ | ----- |
| Angéline           | 4:58  |
| La Danse du Smatte | 3:47  |
| Long Long          | 4:14  |
| Saint-Côme Express | 2:51  |
| Sans Importance    | 4:19  |
| Mes Vacances d’Été | 3:48  |
| C’est Pas la Pluie | 3:52  |
| Allume la TV       | 3:31  |
| Nirvana Bleu       | 5:02  |
| Boule Qui Roule    | 2:57  |

Produziert wurde Nirvana Bleu von Rehjan Rancourt, die Aufnahmen erfolgten im Studio Six in Montréal.
Neben Daniel Lavoie, der auch für die Arrangements und die Cover-Gestaltung verantwortlich zeichnet, sind bei den meisten Aufnahmen fünf Musiker beteiligt: Ben Low (g, harm, Co-Arrangeur), Claude Arseneault (b), André Lambert (sax, clar, b), Yves Lagacé (dr, perc) und Jimmy Tanaka (perc, bo, congas, rhodes). Außerdem hatte Lavoie für einzelne Titel weitere Instrumentalisten hinzugezogen, nämlich Jeff Fisher (p, synth), Robert Stanley (g), Nick Ajoub (ob), Pierre Carpentier (pos), Charles Ellison (flh), Norman Dugas (Minimoog) und mit André Proulx (v) einen Solisten des Orchestre symphonique de Montréal. Auf Boule Qui Roule singt zudem Tia Blake den Refrain. 

## Die Songs
Sämtliche Kompositionen und Texte der zehn Titel stammen von Daniel Lavoie. Der Großteil der Songs lässt sich von der oft leicht getragen-melancholischen Anmutung, den Arrangements und den Texten her dem „klassischen“ Chanson zuordnen; diese weisen im Mittelteil allerdings überwiegend teils gesungene, teils rein instrumentale – vom Piano oder Blasinstrumenten dominierte –, dem Cool beziehungsweise dem Modern Jazz verwandte, stilistische „Brüche“ auf. La Danse du Smatte hingegen ist ein eher tempostarkes, dabei durchgehend jazzig vorgetragenes Stück, während das rein instrumentale Saint-Côme Express mit seinen Klängen einer Eisenbahnpfeife und einem Fiddle-Solo in der Tradition der angloamerikanischen Countrymusik steht.
1979 und 1980 erschienen mehrere Auskopplungen von dieser LP auf Single: La Danse du Smatte / Allume la TV, Mes Vacances d’Été / Saint-Côme Express und Boule Qui Roule / Sans Importance in Kanada, La Danse du Smatte / C’est Pas la Pluie bei Arabella in Europa. Von Boule Qui Roule haben mehrere andere Künstler, darunter Claude Maurane und Paul Piché, später Coverversionen aufgenommen.
Mit La Danse du Smatte und Boule Qui Roule sind zwei Titel von dieser LP in die 2011 veröffentlichte, zwölf Songs beinhaltende Kompilation J’écoute la Radio aufgenommen worden, die „40 Karrierejahre Lavoies nachzeichnet“.